# Järvenjänkänoja
De Järvenjänkänoja is een rivier annex beek, die stroomt in de Zweedse  gemeente Kiruna. De rivier verzorgt de afwatering van de Järvenjänkänvallei. Het watertje stroomt van een klein meer dan wel poel in die vallei / moeras naar de Muonio toe. Ze is nauwelijks drie kilometer lang.
De naam kan in drieën opgedeeld worden järven (meren); jänkä(n) (moeras) en oja (beek, sloot).
Afwatering: Järvenjänkänoja → Muonio → Torne → Botnische Golf